# Isaurus cliftoni
Isaurus cliftoni är en korallart som först beskrevs av Gray 1867.  Isaurus cliftoni ingår i släktet Isaurus och familjen Zoanthidae. Inga underarter finns listade i Catalogue of Life.